# 第157师团
第157师团（Dai-hyakugojūnana Shidan）是日本帝国陆军的一个步兵师团。它的代号是护弘兵团（Gogu Heidan）。该师团于1945年2月28日在弘前组建。

## 行动
第157师团最初隶属于第11方面军。 1945年6月，该师调入新组建的第50军。从1945年5月2日到日本投降为止，该师团一直在青森县巩固海防，没有进行实战。其下属第457和第458步兵团驻扎在三泽，第459团在八户，第460团在三番木镇（今十和田）。